# Ariel Dorfman
Vladimiro Ariel Dorfman (Buenos Aires, 6 maggio 1942) è uno scrittore, saggista e docente argentino naturalizzato statunitense.

## Biografia
Nato a Buenos Aires, da Adolf Dorfman, a sua volta nato a Odessa, nell'Impero russo, in una famiglia benestante d'origine ebraica, e da Fanny Zelicovich, nata a Chișinău, di origini cumane. Suo padre divenne professore di economia in Argentina (autore di una nota Historia de la Industria Argentina, ed. Solar, 1970), ma dopo la nascita del figlio si spostò negli Stati Uniti e dal 1954 in Cile.
Qui Ariel fece l'Università del Cile e iniziò a insegnare, sposò nel 1966 Angélica Malinarich e l'anno seguente divenne cittadino cileno. Dal 1968 al 1969, studiò all'Università della California - Berkeley, poi tornò in Cile, alternando, a partire dal ritorno della democrazia in Cile, la propria residenza tra Santiago e Durham.
Dal 1970 al 1973 era consigliere culturale di Salvador Allende, scrivendo con Armand Mattelart How to Read Donald Duck (1971), una critica al sistema capitalistico e all'imperialismo culturale del nord America. La notte del colpo di Stato di Augusto Pinochet stava lavorando al Palacio de La Moneda, residenza del presidente, quindi fu costretto a fuggire, abitando a Parigi, Amsterdam e Washington.
Dal 1985 è professore alla Università Duke, dove insegna Letteratura latinoamericana e dal 2004 è cittadino statunitense.
I suoi due figli Rodrigo Dorfman (nato nel 1967) e Joaquin Dorfman (nato nel 1979) sono anche scrittori.

## Temi dell'opera
Fin dalla tesi di laurea (El absurdo entre cuatro paredes: el teatro de Harold Pinter, 1968) si è occupato del teatro dell'assurdo in relazione a Harold Pinter, con cui è diventato amico, dedicandosi quindi anche alla scrittura drammaturgica.
Si è spesso occupato dell'orrore delle dittature, dei desaparecidos, di tortura e dell'esilio. La sua opera teatrale più nota, La morte e la fanciulla (1990) è stata portata sullo schermo da Roman Polański e vi rappresenta l'incontro tra una donna vittima di tortura e un uomo che lei crede sia stato il suo carnefice.
Altre opere teatrali note e premiate sono Speak Truth to Power: Voices from Beyond the Dark (2000) e The Other Side (2005), Picasso’s Closet (2006) e Purgatorio (2011).
Proprie autobiografie sono Heading South, Looking North: A Bilingual Journey (1998) e Feeding on Dreams: Confessions of an Unrepentant Exile (2011). A tema politico è anche il libro Exorcising Terror: The Incredible Unending Trial of General Augusto Pinochet (2002).
Tra i romanzi si ricordano Moros en la costa (1973), Viudas (1981), La última canción de Manuel Sendero (1988), Máscaras (1988, poi con prefazione di John Maxwell Coetzee) e Konfidenz (1994), mentre le poesie sono state raccolte in Pastel de choclo (1986) e In Case of Fire in a Foreign Land (2002). Tra i saggi, Other Septembers, Many Americas (2004).
Le traduzioni spagnolo-inglese e viceversa sono spesso dell'autore. Suoi articoli appaiono su The New York Times, The Washington Post, Los Angeles Times, The Guardian, Le Monde e L'Unità.

## Opere scelte
- El absurdo entre cuatro paredes: el teatro de Harold Pinter, 1968
- How to Read Donald Duck: Imperialist Ideology in the Disney Comic, con Armand Mattelart, trad. Gianni Guadalupi, Come leggere Paperino. Ideologia e politica nel mondo di Disney, Milano: Feltrinelli, 1972
- Imaginacion y violencia en America, 1972
- La rebelión de los conejos mágicos, 1986, 2001
- Moros en la costa, 1973
- Pruebas el canto, 1980
- Viudas, 1981
- La última canción de Manuel Sendero, 1982
- The Empire's Old Clothes. What the Lone Ranger, Babar, the Reader's Digest, and Other False Friends Do to Our Minds, 1983
- Pastel de choclo, 1986
- Máscaras, 1988
- De elefantes, literatura y miedo : ensayos sobre la comunicación americana, 1988
- My House Is On Fire, 1990
- Some Write to the Future: Essays on Contemporary Latin American Fiction, 1991
- La muerte y la doncella, 1991, pref. e trad. Guido Almansi e Claude Béguin, La morte e la fanciulla, Milano: Garzanti, 1993; trad. Alessandra Serra, La morte e la fanciulla, Torino: Einaudi, 2004
- Konfidenz, 1994
- Reader, 1995
- Heading South, Looking North: A Bilingual Journey, 1999, trad. Paolo Croci Verso Sud guardando a Nord. L'avventura di un doppio esilio, Parma: Guanda, 1999
- La Nana y el Iceberg, 1999, trad. Maria Elena Vaccarini, La tata e l'iceberg, Milano: il Saggiatore, 2001
- The Resistance Trilogy (Death and the Maiden, Widows, Reader), 1998
- La rebelion de los conejos magicos, 2001, trad. Maria Bastanzetti, La rivolta dei conigli magici, Milano: Mondadori, 2003
- Exorcising Terror: The Incredible Unending Trial of Augusto Pinochet, 2002, trad. Piero Budinich, L'autunno del generale, Milano: M. Tropea, 2003
- Blake's Therapy, 2001
- In Case of Fire in a Foreign Land: New and Collected Poems from Two Languages, 2002
- Acércate más y más: cuentos casi completos, 2002
- Other Septembers, Many Americas: Selected Provocations, 1980–2004, 2004
- Manifesto for Another World: Voices from Beyond the Dark, 2004
- Desert Memories: Journeys through the Chilean North, 2004, trad. Maurizio Migliaccio, Memorie del deserto. Viaggio attraverso il Cile del Nord, Milano: Feltrinelli, 2005
- The Other Sidde, 2005, trad. Alessandra Serra, Dall'altra parte, Torino: Einaudi, 2008
- Burning City (con Joaquin Dorfman), 2006, trad. Anna Donato, Città in fiamme, Milano: Fabbri, 2006
- Purgatorio, 2006, trad. Alessandra Serra, Torino: Einaudi, 2006
- Americanos: Los pasos de Murieta, 2009
- Feeding on Dreams: Confessions of an Unrepentant Exile, 2011
- Dancing Shadows, 2013
- The Suicide Museum, 2023, trad. Luisa Nera, Indagine su un colpo di stato, Milano, Guanda, 2023, ISBN 978-88-235-3267-0.